# Reine du Danemark (rose)
'Reine du Danemark' (Königin von Dänemark) est un cultivar de rose ancienne obtenu en 1816 à la pépinière de Flottbek près de Hambourg par l'horticulteur d'origine  écossaise James Booth et mis au commerce en 1826. Ce rosier est célèbre chez tous les amateurs de roses romantiques et largement commercialisé. Il ne doit pas être confondu avec l'hybride remontant 'Reine de Danemark' (Granger, 1857) qui n'est plus commercialisé. 

## Description
Ce rosier hybride de Rosa alba est d'abord baptisé 'New Maiden's Blush', étant issu d'un semis de 'Maiden's Blush', avant de recevoir son nom en l'honneur de la reine du Danemark, née princesse Marie de Hesse-Cassel (1767-1852). À cette époque, ce territoire germanophone faisait partie du duché de Holstein qui était lié par une union personnelle au royaume du Danemark.

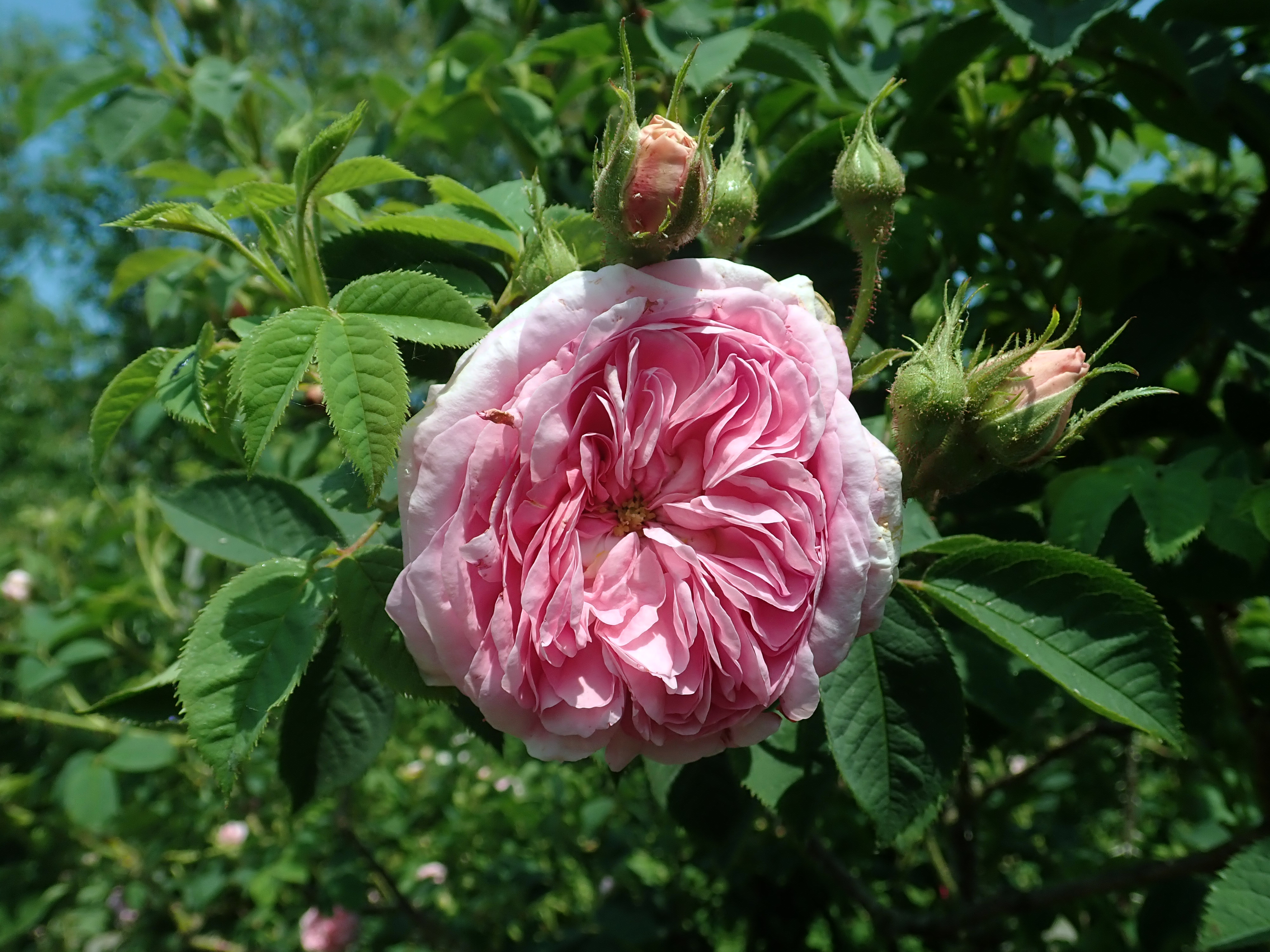
Rose 'Reine du Danemark' à la
roseraie de Sangerhausen en Allemagne.

Il s'agit d'un grand buisson rond au feuillage très dense et vert clair pouvant atteindre 150 cm à 185 cm de hauteur pour 150 cm de largeur,. Il est extrêmement rustique car il tolère des températures hivernales de -26° et résiste aux maladies du rosier. Il a une croissance vigoureuse et saine. Ses fleurs sont moyennes, très pleines à plus de 41 pétales, évoluent en quartiers et prennent la forme de grosses rosettes. Elles sont d'un coloris rose carné très délicat qui en fait sa renommée et très parfumées,. La floraison, unique, est généreuse à la fin du printemps ou au début de l'été suivant la latitude. 'Reine du Danemark' nécessite une situation ensoleillée et un sol riche et bien drainé. Cette variété est très prisée dans les pays du Nord.     

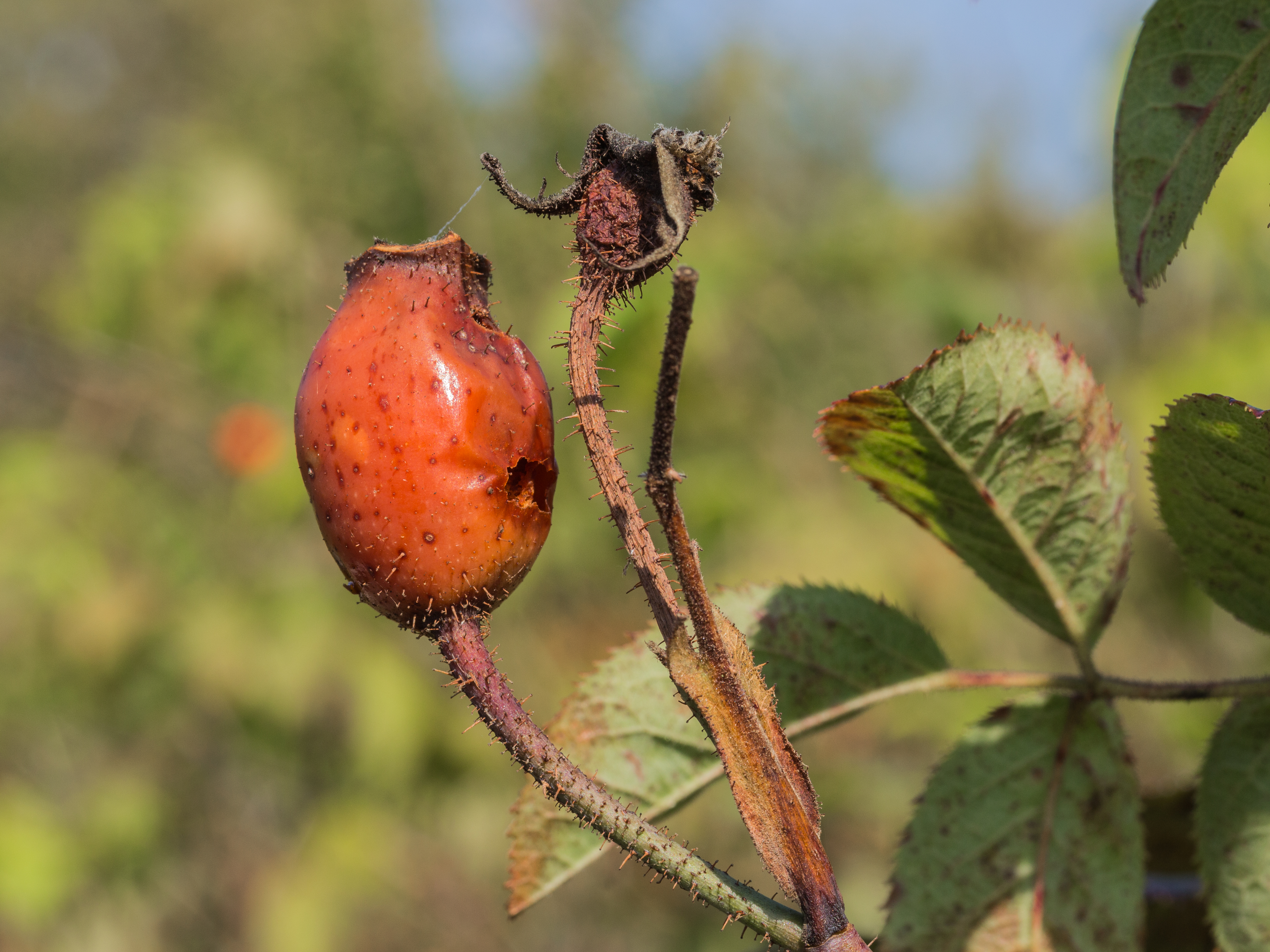
Cynorhodon.

La variété 'Reine du Danemark' est présente dans toutes les grandes roseraies publiques du monde et appréciée des jardiniers par sa grâce et sa culture facile.

## Prix
- RHS/RNRS Award of Garden Merit (1993)